# Trem do Pantanal (canção)
A canção Trem do Pantanal foi composta em 1975 pelos cantautores brasileiros Paulo Simões e Geraldo Roca. Conta a história de um sujeito comunista, fugitivo da ditadura militar brasileira, que embarca no Trem do Pantanal rumo a Santa Cruz de la Sierra na Bolívia. Todavia, é popularmente entendida como uma "canção ecológica" de elogio ao Pantanal ou por se referenciar à cultura sul-matogrossense.
Foi eleita a música mais representativa do estado brasileiro do Mato Grosso do Sul, por meio de votação direta no ano de 2001. Desde então, é considerada "hino não-oficial" ou "hino do coração" sul-mato-grossense. A música chegou a suplantar o hino oficial, sendo tocada em seu lugar como tema de equipes estaduais em eventos esportivos.
A primeira gravação foi feita pela cantora baiana Diana Pequeno, em 1982, mas só veio a se popularizar na voz de Almir Sater, versão do mesmo ano. Em 1985, Sérgio Reis também gravou a canção. Recebeu mais de 100 gravações por diversos artistas.

## Composição
No ano de 1975, Geraldo Roca e Paulo Simões compuseram a canção intitulada, originalmente, "Todos os Trilhos da Terra" dentro de um vagão do Trem do Pantanal rumo a Santa Cruz de la Sierra, na Bolívia.  Na ocasião eles viajavam do Rio de Janeiro à Machu Picchu.
O título foi alterado pelos compositores, ainda nos primeiros anos de existência da canção, para "Trem do Pantanal", pois foi como ficou mais conhecida pelo público.
Em meia hora escreveram a primeira parte dos versos. Em sua totalidade a letra é:

### Letra
| Enquanto este velho trem atravessa o pantanal As estrelas do cruzeiro fazem um sinal De que este é o melhor caminho Pra quem é como eu, mais um fugitivo da guerra | Enquanto este velho trem atravessa o pantanal O povo lá em casa espera que eu mande um postal Dizendo que eu estou muito bem vivo Rumo a Santa Cruz de La Sierra | Enquanto este velho trem atravessa o pantanal Só meu coração esta batendo desigual Ele agora sabe que o medo viaja também Sobre todos os trilhos da terra… |

A saga de um "fugitivo da guerra" narrada na música foi inspirada na experiência de um amigo de Geraldo Roca e Paulo Simões. 
Os compositores, que são de procedência carioca, mas com famílias sul-mato-grossenses, viveram quando jovens na cidade do Rio de Janeiro. Lá, segundo conta Geraldo Roca, tinham um amigo que frequentava a sede do Partido Comunista Brasileiro. Um dia, esse amigo teve de fugir da repressão militar, rumando para Santa Cruz de la Sierra na Bolívia. A música foi composta anos depois, quando os próprios fizeram esse mesmo caminho, por meio do Trem do Pantanal.  Segundo Geraldo Roca: "pegamos o violão enquanto o trem atravessa[va] o Pantanal e a música saiu em meia hora”.
Geraldo Roca afirma que "Trem do Pantanal" não foi concebida como um elogio ao Pantanal, tampouco buscava expressar um sentimento regional: "Tem muita gente que admira a música como uma elegia ao Pantanal. Mas Trem do Pantanal não é nada disso. É uma canção de um proscrito, que está fugindo de uma ditadura. Não tem ninguém olhando para as estrelas".  Nas palavras do autor, o fugitivo da canção é um comunista fugindo da ditadura militar brasileira.
Paulo Simões afirmou que, na época de composição da música, ele não possuía uma relação profunda com o Pantanal, entretanto, segundo ele, "naquela noite, alguma coisa de mágica me tocou". Na cabine do Trem, ele e Geraldo compuseram uma música que passou a desempenhar um papel no inconsciente coletivo a respeito do Pantanal, o que ele considera curioso, pois nessa música "não se descreve o Pantanal, nem se teoriza sobre o Pantanal". O Pantanal aparece janela a fora, "exercendo um poder mágico sobre o nosso inconsciente".

## Primeiros anos
A primeira apresentação da música foi feita no teatro O Tablado, no Rio de Janeiro, na qual tudo deu errado, de acordo com Geraldo Roca.
A primeira vez que tocaram Trem do Pantanal em um festival no Mato Grosso do Sul, no auge da ditadura, foram desclassificados, pois os jurados consideraram a música subversiva.

## Sucesso e legado
A canção foi popularizada na voz do cantor e compositor Almir Sater, gravada por ele em seu álbum Doma (1982). Almir Sater é considerando o grande divulgador da música. No mesmo ano, 1982, o intelectual e musicólogo José Octávio Guizzo caracterizou a canção como uma espécie de hino da "moderna música popular urbana" do Mato Grosso do Sul. Segundo ele, transformou-se em hino por possuir "forte apelo popular e inusitado poder de comunicabilidade". O apreço popular foi referendado no ano de 2001, ocasião em que foi eleita música símbolo do Mato Grosso do Sul. A partir daí, passou a ser considerada popularmente como hino não-oficial do estado.
Em relação a todo o sucesso que a música adquiriu, Geraldo Roca afirmou que não esperava que a música viesse a ter a repercussão que teve e ainda que ela "não escolheu essa repercussão, a repercussão que escolheu a música”.

## Eleição
No ano de 2001 a canção Trem do Pantanal foi eleita como a mais representativa do estado do Mato Grosso do Sul. A votação se deu por meio de eleição direta realizada em todo o estado, com urnas eletrônicas cedidas pelo Tribunal Regional Eleitoral. Contou com a participação de 27.698 pessoas. A canção recebeu 12.112 votos (43,73% do total) e venceu em 52 dos 77 municípios do estado. Em cidades como Aquidauana, Anastácio e Corumbá, por onde o trem passava, o resultado foi superior aos 70% de votos.